# نوكليريا لوهمانية
نوكليريا لوهمانية (الاسم العلمي:Nuclearia lohmanni) هي نوع من الطلائعيات تتبع جنس النوكليريا من فصيلة النوكليرية            .	